# 杜权军
杜权军，中华人民共和国政治人物、全国脱贫攻坚先进个人。

## 生平
杜权军任大竹县委副书记。因在脱贫攻坚战中作出突出贡献，2021年2月25日全国脱贫攻坚总结表彰大会上，杜权军被授予“全国脱贫攻坚先进个人”。